# José Ferdinando Puglia
José Ferdinando Puglia, noto in Italia solo come Fernando, e in Brasile come Puglia (São José do Rio Pardo, 23 gennaio 1937 – San Paolo, 6 aprile 2015), è stato un calciatore brasiliano, di ruolo centrocampista.

## Caratteristiche tecniche
Considerato un ottimo giocatore, il suo ruolo era quello della mezzala, che comunque poteva giocare in tutto il centrocampo. Era bravo sia in fase difensiva che in quella offensiva.

## Carriera

### Club
Ha iniziato la carriera in patria, nel Palmeiras, dove dal 1955 al 1958 ha collezionato 69 presenze e 22 reti, giocandovi con José Altafini seguendo il modulo del doppio centravanti e vincendovi il campionato Juniores paulista.
Dal 1959 al 1961 gioca in Europa, nello Sporting Lisbona, squadra portoghese. In tre stagioni segna 58 gol in 57 partite, quindi con una media più alta di un gol a partita.
Nell'estate del 1961 viene acquistato dagli italiani del Palermo.  Sull'aereo Lisbona-Palermo conosce Helenio Herrera, l'allenatore dell'Inter, che gli offre un periodo di prova che il giocatore rifiuta poiché già in parola col Palermo. Resta in rosanero per due stagioni intermezzate dalla partita della Juventus di Coppa Italia del 25 aprile 1962 contro il Brescia (vittoria in trasferta per 1-0). Nella prima stagione in rosanero, in massima serie italiana, scende in campo 33 volte segnando 10 gol di cui uno all'Inter il 4 marzo 1962 in una partita decisiva per lo scudetto nerazzurro. Herrera, che già si era visto rifiutare l'offerta, fu l'unico a dichiarare di non apprezzare Fernando come giocatore. Per di più Fernando, dopo il gol decisivo, prese la palla dal fondo della rete portandola in panchina ad Herrera, scusandosi poi negli spogliatoi per il gesto. Nella seconda ed ultima stagione in Sicilia le presenze saranno 29 e le reti segnate 3.
Retrocesso in Serie B il Palermo, Fernando viene ceduto a stagione non ancora conclusa al neopromosso Bari per 15 milioni di lire più Guido Postiglione, a patto che i Galletti ottenessero la promozione in Serie A. Così fu, ed il giocatore ha giocato quindi in massima anche con la maglia biancorossa (11 presenze e 2 gol), società con la quale disputa anche il torneo di Serie B 1964-1965 (24 presenze e 2 gol).
Chiude quindi la carriera tornando in Brasile, vestendo le maglie di Santa Cruz, San Paolo e Bangu, con il quale vince il Campionato Carioca del 1966, il secondo ed unico titolo della società; conclude la propria carriera nel 1967, dopo le ultime 13 presenze.
Nell'estate 1967 con il Bangu disputò il campionato nordamericano organizzato dalla United Soccer Association: accadde infatti che tale campionato fu disputato da formazioni europee e sudamericane per conto delle franchigie ufficialmente iscritte al campionato, che per ragioni di tempo non avevano potuto allestire le proprie squadre. Il Bangu rappresentò gli Houston Stars, che concluse la Western Division al quarto posto finale.

### Nazionale
Mentre giocava in Italia, nel 1963 ottiene 3 presenze ed una rete con la Nazionale brasiliana.

## Dopo il ritiro
Dopo il ritiro dall'attività agonistica si stabilisce a Rio Tietê, facendo un'attività di rappresentanza. Gli affari vanno male e sciupa tutti i risparmi accumulati durante la carriera da calciatore, riducendosi in miseria.
È scomparso nel 2015 all'età di 78 anni per insufficienza renale e respiratoria.

## Palmarès
- Campionato Carioca: 1

1966